# System kasy emisyjnej
System kasy emisyjnej (ang. currency board) – sposób prowadzenia polityki walutowej, polegający na formalnym zobowiązaniu się danego kraju do wymiany wybranej waluty obcej po sztywnym kursie.
W systemie tym podaż pieniądza krajowego zależy od wielkości posiadanych rezerw wymienianej waluty.